# Робсонія
Робсо́нія (Robsonius) — рід горобцеподібних птахів родини кобилочкових (Locustellidae). Представники цього роду є ендеміками острова Лусон на півночі Філіппін.

## Види
Виділяють три види:
- Робсонія лусонська (Robsonius rabori)
- Робсонія бурштинова (Robsonius thompsoni)[4]
- Робсонія темнодзьоба (Robsonius sorsogonensis)